# Milano è dove mi sono persa
Milano è dove mi sono persa è un singolo di Mietta pubblicato il 28 giugno 2019.

## Descrizione
Il brano è scritto da Karin Amadori, Vincenza Casati  e Valerio Carboni di cui è anche il produttore artistico assieme a Diego Calvetti per Cal.Ma. Music distribuzione Believe Digital.
 Così Mietta descrive Milano è dove mi sono persa alla stampa.
Il brano, pubblicato anche nella versione remix di Mitch DJ di Radio 105, diviene il caso musicale dell’estate 2019 poiché mette in luce le pecche del sistema radio-discografico italiano.

## Video musicale
Il video e diretto da Mauro Russo ed è ambientato nel Salento.

## Classifiche
| Classifica (2019)             | Posizione massima |
| ----------------------------- | ----------------- |
| Italia (airplay indipendenti) | 9                 |